# Alex Dorow

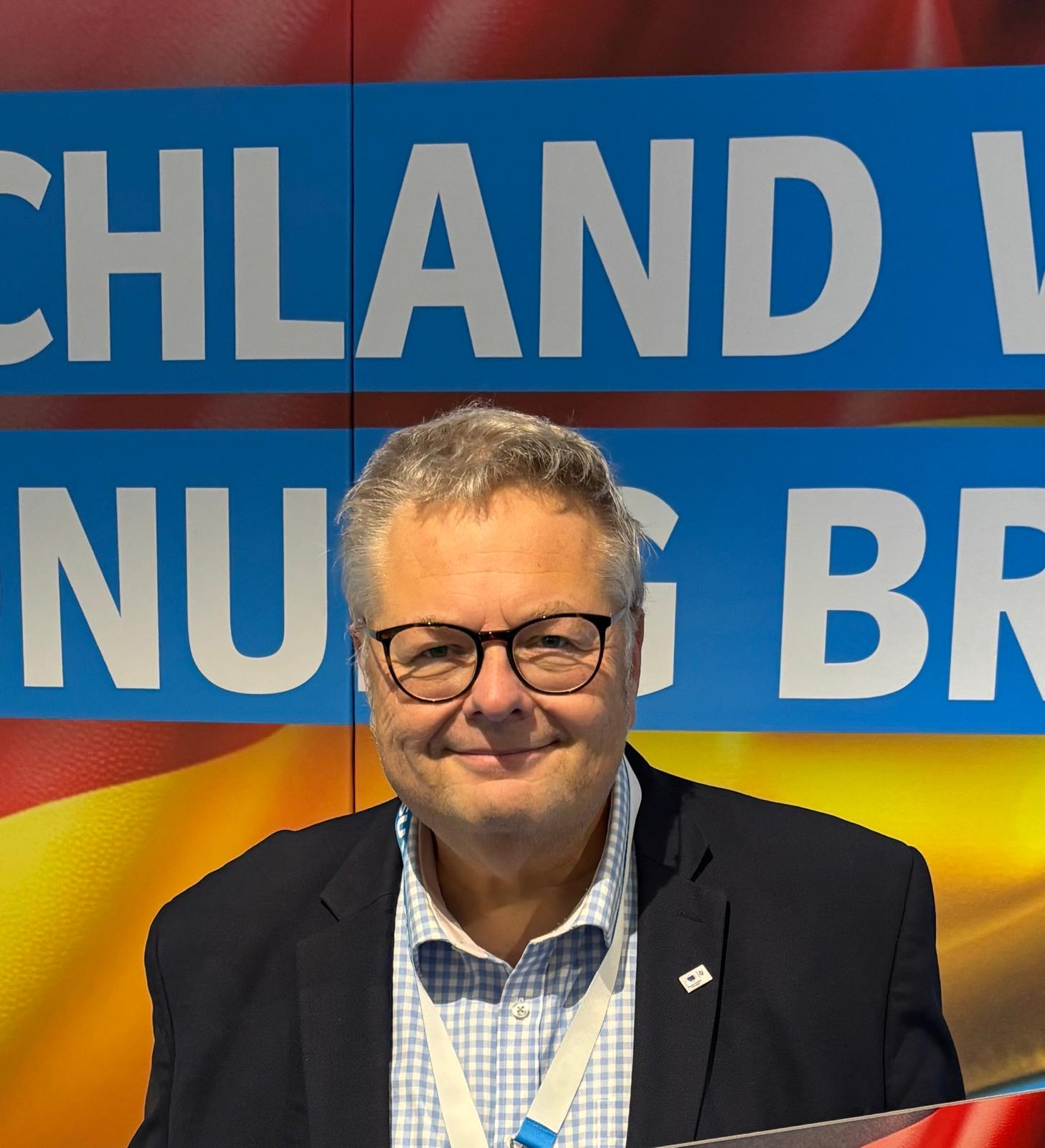
Alex Dorow (2025)

Alex Dorow (* 7. Juni 1964 in München) ist ein deutscher Nachrichtenmoderator und Politiker (CSU). Er ist seit April 2012 Mitglied des Bayerischen Landtags.

## Werdegang
Dorow wuchs in Schondorf am Ammersee auf. Nach dem Abitur 1983 am Gymnasium des Landheims Schondorf verpflichtete er sich als Zeitsoldat bei der Bundeswehr. Anschließend studierte er von 1985 bis 1991 Politikwissenschaften, alte, mittelalterliche, neuere und bayerische Geschichte in München. Studienaufenthalte führten ihn nach Italien.
1988 kam er als Reporter zum Bayerischen Fernsehen. 1990 absolvierte er eine Sprecherausbildung und war mit Sendestart des Informationskanals B5 aktuell im Mai 1991 im Sprecherteam. Von 1993 bis 2007 war er Redakteur im Studio des Rundschau-Magazins. Von Oktober 2007 an war er einer der Moderatoren der Nachrichtensendung Rundschau. Im November 2011 beendete er (wegen seines Einzugs in den Bayerischen Landtag, siehe unten) die Moderation der Rundschau im Bayerischen Fernsehen.
Seit 1983 ist Dorow Mitglied der CSU. Im Mai 2011 übernahm er den Vorsitz des CSU-Kreisverbandes Landsberg. Bei der Landtagswahl im September 2008 kandidierte er auf der oberbayerischen CSU-Wahlliste, rückte aber erst am 3. April 2012 für den ausgeschiedenen Georg Fahrenschon in den Bayerischen Landtag nach. Dort war er Mitglied im Petitionsausschuss, sowie Mitglied des Ausschusses für Arbeit und Soziales, Jugend, Familie und Integration.
Bei der Landtagswahl 2013 gewann er das Direktmandat vom Stimmkreis Landsberg am Lech, Fürstenfeldbruck-West, StKr. 119.
Seitdem ist er Mitglied im Ausschuss für Bundes- und Europaangelegenheiten sowie regionale Beziehungen und im Wissenschaftsausschuss. Der ehemalige Journalist wurde außerdem in den Rundfunkrat des Bayerischen Rundfunks entsendet.
Bei der Landtagswahl 2018 erhielt er mit 35,4 % das Direktmandat für den Stimmkreis Landsberg am Lech, Fürstenfeldbruck-West. Bei der Landtagswahl 2023 zog er erneut in den Landtag ein.

## Privates
Alex Dorow ist verheiratet und Vater von fünf Kindern. Er ist römisch-katholischer Konfession.